# Kluby Służby Niepodległości
Kluby Służby Niepodległości – organizacja opozycji niepodległościowej w Polskiej Rzeczypospolitej Ludowej, powołana 27 września 1981 roku przez Wojciecha Ziembińskiego.
Powstała jako reakcja na rozwiązanie Komitetu Samoobrony Społecznej „KOR” podczas I Krajowego Zjazdu Delegatów
Niezależnego Samorządnego Związku Zawodowego „Solidarność” w hali Olivii w Gdańsku.
Stawiała sobie za cel koordynowanie działań podziemnych środowisk niepodległościowych. Wśród jej członków znaleźli się działacze Ruchu Obrony Praw Człowieka i Obywatela oraz Ruchu Młodej Polski.
Wśród sygnatariuszy deklaracji założycielskiej byli: Jacek Bartyzel, Janusz Grzelak, Aleksander Hall, Seweryn Jaworski, Jarosław Kaczyński, Jerzy Kaniewski, Bronisław Komorowski, Ryszard Kostrzewa, Stefan Kurowski, Jerzy Łojek, Antoni Macierewicz, Stanisław Michalkiewicz, Marian Piłka, Jacek Taylor, Józef Teliga, Tomasz Wołek, Wojciech Ziembiński.
Poza sformułowaniem deklaracji organizacja praktycznie nie podjęła żadnej działalności.